# Wibault Wib 1
Artykuł ten został zgłoszony do umieszczenia na stronie głównej w rubryce „Czy wiesz”.
Pomóż nam go sprawdzić: oceń zgłoszoną nominację.
Wibault Wib 1 – francuski jednomiejscowy samolot myśliwski w układzie dwupłatu z końcowego okresu I wojny światowej, zaprojektowany przez Michela Wibaulta i zbudowany w wytwórni Niepce et Fetterer w Boulogne-Billancourt. Powstała w jednym egzemplarzu maszyna mimo dobrych osiągów nie trafiła do produkcji seryjnej, przegrywając rywalizację z Nieuportem 29.

## Historia
W 1917 roku Michel Wibault rozpoczął prace nad projektem jednomiejscowego samolotu myśliwskiego (klasy C1), uzbrojonego w dwa karabiny maszynowe. Konstruktor zamierzał użyć do napędu samolotu nowy silnik widlasty Hispano-Suiza 8F o mocy 280 KM, jednak z powodu jego niedoborów i rezerwacji produkcji dla myśliwców SPAD (w tym modelu S.XVII) został zmuszony do zastosowania starszej wersji, Hispano-Suiza 8Be, o mniejszej mocy (220 KM). Po zbudowaniu modelu i zakończeniu jego testów, w wytwórni Niepce et Fetterer w Boulogne-Billancourt rozpoczęto budowę prototypu pod nazwą „Flandre”, którą zakończono w październiku 1918 roku. Badania w locie przeprowadzono w listopadzie 1918 roku na lotnisku Vélizy-Villacoublay, a samolot pilotowany był przez pilota doświadczalnego firmy Blériot-SPAD André Boillota. Podczas testów Wibault Wib 1 osiągnął większą od SPADa S.XIII prędkość maksymalną 237 km/h i wykazał się dobrą zwrotnością, jednak ostatecznie w lutym 1919 roku decyzją dowództwa Aéronautique Militaire do produkcji seryjnej wytypowany został konkurencyjny Nieuport 29, charakteryzujący się lepszą prędkością wznoszenia i sterownością.

## Opis konstrukcji i dane techniczne

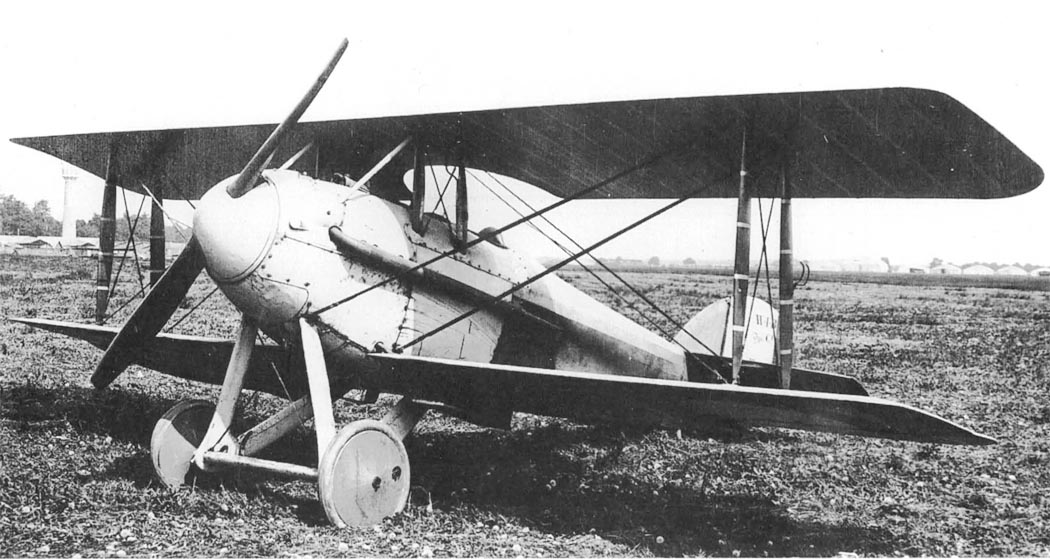
Wibault Wib 1

Wibault Wib 1 był jednosilnikowym, jednomiejscowym dwupłatem myśliwskim . Samolot był metalowy, z pokrytymi płótnem skrzydłami z jednoprzęsłową komorą płatów i kadłubem pokrytym z przodu panelami z aluminium, a z tyłu płótnem. Rozpiętość obu równych skrzydeł wynosiła 7,85 metra, zaś ich powierzchnia nośna 21,85 m². Lotki znajdowały się tylko na dolnym płacie, według zmodyfikowanego przez Wibaulta pomysłu dra Margoulisa, dyrektora Laboratoire Eiffel. Długość samolotu wynosiła 6,3 metra, a jego wysokość 2,4 metra . Masa własna wynosiła 641 kg, zaś masa całkowita (startowa) 896 kg .
Napęd stanowił chłodzony cieczą 8-cylindrowy silnik widlasty Hispano-Suiza 8Be o mocy 162 kW (220 KM), napędzający drewniane dwułopatowe śmigło ciągnące osłonięte dużym kołpakiem. Płytkie chłodnice zamontowane były po obu stronach pod dolnym płatem. Prędkość maksymalna na poziomie morza wynosiła 244 km/h, 237 km/h na wysokości 2000 metrów, 230 km/h na wysokości 300 metrów, zaś na wysokości 5000 metrów samolot rozwijał 225 km/h . Pułap praktyczny wynosił 7000, a maksymalny 7700 metrów. Zasięg wynosił 570 km .
Uzbrojenie składało się z dwóch zsynchronizowanych karabinów maszynowych Vickers kalibru 7,7 mm.